# Nyhavn
Nyhavn (danska izgovorjava: [ˈnyˌhɑwˀn]; novo pristanišče) je obrežje, kanal in zabaviščno okrožje iz 17. stoletja v Københavnu na Danskem. Razteza se od trga Kongens Nytorv do pristanišča južno od gledališča Skuespilhuset in je obdan z živobarvnimi mestnimi hišami iz 17. in zgodnjega 18. stoletja ter bari, kavarnami in restavracijami. V kanalu je veliko zgodovinskih lesenih ladij.

## Zgodovina
Nyhavn je med letoma 1670 in 1675 zgradil kralj Kristijan V. Danski, izkopali pa so ga švedski vojni ujetniki iz dansko-švedske vojne 1658–1660. Je prehod od morja do starega mestnega jedra na Kongens Nytorv (Kraljevem trgu), kjer so ladje pretovarjale tovor in ulov ribičev. Bil je razvpit po pivu, mornarjih in prostituciji. Danski pisatelj Hans Christian Andersen je v Nyhavnu živel približno 18 let.
Prvi most čez Nyhavn so odprli leta 1874. To je bila začasna lesena brv. Leta 1912 ga je nadomestil sedanji most.
Ko so čezoceanske ladje postajale vse večje, je Nyhavn prevzel notranji danski tovorni promet malih ladij. Po drugi svetovni vojni je to vlogo prevzel kopenski promet in promet z majhnimi ladjami je izginil iz pristanišča København, tako da je Nyhavn večinoma opustel za ladje.
Sredi 1960-ih je bilo ustanovljeno društvo Nyhavn (dansko Nyhavnsforeningen) z namenom revitalizacije območja. Leta 1977 je københavnski župan Egon Weidekamp slovesno odprl Nyhavn kot veteransko ladijsko in muzejsko pristanišče. Leta 1980 je bila obala Nyhavn namenjena pešcem; v prejšnjih letih se je uporabljalo kot parkirišče, kar je sovpadalo z upadanjem pristaniških dejavnosti. Od takrat je postal priljubljena točka za turiste in domačine, saj po arhitektih Janu Gehlu in Larsu Gemzøeju služi funkciji trga.

## Stavbe
Severno stran Nyhavna obdajajo živobarvne mestne hiše, zgrajene iz lesa, opeke in mavca. Najstarejša hiša na št. 9 je iz leta 1681.
Med letoma 1845 in 1864 je na številki 67, kjer danes stoji spominska plošča, živel Hans Christian Andersen. Od leta 1871 do 1875 je Andersen živel na naslovu Nyhavn 18, kjer je trenutno trgovina s spominki na temo Andersena.
Na južni strani Nyhavna so razkošne palače, ki se vrstijo ob kanalu, vključno s palačo Charlottenborg na vogalu Kongens Nytorv.

## Veteranska ladja in muzejsko pristanišče
Nyhavn in muzejsko pristanišče, ki zaseda notranji del Nyhavna, med mostom Nyhavn in Kongens Nytorv, je obloženo s starimi ladjami. Od ustanovitve pristanišča dediščine leta 1977 je bila južna stran kanala rezervirana za muzejske ladje v lasti Danskega narodnega muzeja, ki je prejel donacijo skrbno obnovljenih ladij A. P. Møllerja, medtem ko je bila severna stran kanala postavljena na razpolago društvu Nyhavn in v zasebni lasti še uporabne lesene ladje. Pristaniške ladje vključujejo:
- Svetlobno plovilo XVII Gedser Rev – svetlobno plovilo, zgrajeno v Odenseju leta 1895, delovalo do leta 1972, nato ga je pridobil Narodni muzej in zdaj služi kot muzejska ladja.
- Svalan af Nyhavn – galeja, zgrajena v Jungfrusundu leta 1924
- Anna Møller – galeja, zgrajena v Randersu leta 1906
- MA-RI – namenska tihotapska ladja, zgrajena leta 1920; leta 1923 so ga carinski organi vkrcali ob Elsinorju s tihotapskim blagom na krovu, nato pa jo zaplenili in prodali na dražbi, nato pa delovala kot ribiško plovilo in kot trajekt med Poljsko in Bornholmom, spet kot tihotapsko plovilo.
- Mira – dvojamborna škuna, zgrajena v Fåborgu leta 1898, velja za eno najboljših ladij danskega prometa malih ladij tistega časa. Dolga leta je prevažala kredo iz Stevnsa. Prva ladja na severni strani Nyhavna, ki prihaja iz Kongens Nytorv.
- Boat Theatre - lažja barka, zgrajena v Københavnu leta 1898, od leta 1972 je delovala kot gledališka ladja.

## Spominsko sidro
Veliko spominsko sidro (dansko Mindeankeret) na koncu Nyhavna, kjer se sreča s Kongens Nytorv, je spomenik v spomin na več kot 1700 danskih častnikov in mornarjev v službi mornarice, trgovske flote ali zavezniških sil, ki so žrtvovali svoja življenja med drugo svetovno vojno. Sidro je bilo slovesno odprto leta 1951 in je nadomestilo začasen lesen križ, postavljen na tem mestu leta 1945, na njem pa je plošča z monogramom kralja Friderika VII. Spominsko sidro je iz leta 1872 in je bilo uporabljeno na fregati Fyn (Funen), ki je bila med drugo svetovno vojno zasidrana v pomorskem oporišču Holmen. Vsako leto 5. maja – na dan osvoboditve Danske 1945 – poteka uradna slovesnost v čast in spomin na padle pri Spominskem sidru.

## Bari in restavracije
Vzdolž severne, bolj sončne strani je Nyhavn obdan s številnimi bari in restavracijami, ki gledajo na pristanišče. Nyhavn je središče izletov po kanalih, vendar je lahko hladno.

## V popularni kulturi

### Film
Nyhavn smo lahko videli v številnih danskih filmih. Uporablja se na primer kot lokacija v številnih filmih Olsen-banden, na primer pri 0:25:44 v The Olsen Gang on the Track in pri 0:28:56 v filmu Olsen Gang iz leta 1977 The Olsen Gang Outta Sight. Spominsko sidro je vidno ob 1:16:57 v The Olsen Gang Sees Red.
Nyhavn je bil prikazan tudi v številnih mednarodnih filmih.
- Zaključni prizori Lekcije ljubezni Ingmarja Bergmana se odvijajo v Nyhavnu.[8]
- V britansko-ameriškem akcijskem filmu Skriti strah iz leta 1957 je Nyhavn uporabljen kot osrednja lokacija.
- V nemškem filmu The Lightship iz leta 1963 je Nyhavn uporabljen kot lokacija, kljub dejstvu, da je film postavljen v Nemčijo.
- V vohunskem filmu Alfreda Hitchcocka iz leta 1966 Torn Curtain, Curtain (Paul Newman), ki je na poti v DDR, naj stopi v stik s prodajalcem rabljenih knjig na Kanalgade 1, za katerega se pozneje izkaže, da je Nyhavn, ko ga obišče njegova zaročenka (Julie Andrews).
- V dramskem filmu The Danish Girl iz leta 2015 je Nyhavn kraj, kjer živita Einar (Eddie Redmayne) in Gerda (Alicia Vikander), prav tako pa je Lili tam, kjer se prvič pojavi v javnosti. Nyhavn je v filmu predstavljen kot ribja tržnica, medtem ko je bila zgodovinska københavnska ribja tržnica v resnici na Gammel Strandu.[9]

### Glasba
- Nu går våren gennem Nyhavn je pesem Sigfreda Pedersena z melodijo Nielsa Clemmensena.